# CA Osasuna
Der Club Atlético Osasuna, kurz CA Osasuna und im deutschen Sprachraum auch Osasuna Pamplona, ist ein spanischer Fußballverein mit Sitz in Pamplona (baskisch Iruñea bzw. Iruña) in Navarra. Er entstand am 24. Oktober 1920 aus der Fusion der beiden Vereine in der Stadt, Sportiva und New Club. Das baskische Wort Osasuna bedeutet „die Gesundheit“ oder auch „die Kraft“. Die Spieler tragen rote Heimtrikots und dazu blaue Hosen und schwarze Socken. CA Osasuna ist, genauso wie Real Madrid, der FC Barcelona sowie Athletic Bilbao, nie in eine Aktiengesellschaft umgewandelt worden und gehört folglich zu gleichen Anteilen den Klubmitgliedern.
Der Verein trägt seine Heimspiele im 1967 eröffneten Estadio El Sadar mit heute 23.516 Plätzen aus. Im Dezember 2005 wurde das Stadion in Anlehnung an den regionalen Tourismusslogan „Reyno de Navarra“, „Königreich Navarra“, umbenannt. Osasuna war der erste spanische Fußball-Klub, der den Namen seines Stadions wegen eines Sponsorvertrages änderte. Seit 2012 trägt die Spielstätte wieder ihren alten Namen.

## Geschichte

### National
1982 wurde im fünf Kilometer entfernten Tajonar die Fußballschule Escuela de Fútbol de Tajonar eröffnet, in der Nachwuchsspieler für Osasuna ausgebildet werden. Die Sportanlagen von Tajonar (Instalaciones Deportivas de Tajonar) umfassen eine Fläche von mehr als 300.000 m² und beinhalten neben der Schule unter anderem je zwei Spielfelder mit Natur- und Kunstrasen, Bürogebäude und einen See.
In der Saison 1934/35 spielte Osasuna erstmals in der Primera División. Insgesamt verbrachte der Klub bisher 27 Spielzeiten in der höchsten spanischen Liga, die besten Platzierungen sind zwei vierte Plätze 1990/91 und 2005/06. Der 30. Dezember 1990 ging in die Klubgeschichte ein. An diesem Tag schlug Osasuna im Estadio Santiago Bernabéu Real Madrid mit 4:0. Der polnische Stürmer Jan Urban erzielte dabei drei Tore und wurde zur Legende. 1994 erfolgte der Abstieg in die zweite Liga. Nach sechs Spielzeiten in der Segunda División kehrte Osasuna 2000 wieder in die obersten Spielklasse zurück. Dabei belegte die Mannschaft in der Spielzeit 2007/08 am Ende der Saison den 17. Tabellenrang und sicherte sich mit nur einem einzigen Punkt Vorsprung auf Real Saragossa den Klassenerhalt. 2014 erfolgte ein erneuter Abstieg. Während 2015 der Abstieg in die Segunda División B nur knapp vermieden werden konnte, gelang am Ende der Spielzeit 2015/16 der erneute Aufstieg in die Primera División 2016/17. Osasuna setzte sich dabei als Sechstplatzierter in den Playoff-Spielen für den Aufstieg durch. In der darauffolgenden Saison stieg Osasuna jedoch erneut ab, zwei Jahre später sicherte man sich in der Saison 2018/19 den ersten Platz und stieg erneut auf.
Der größte Vereinserfolg auf nationaler Ebene ist der Einzug in das Finale der Copa del Rey 2004/05, das am 11. Juni 2005 gegen Betis Sevilla mit 1:2 nach Verlängerung verloren wurde. In der Saison 2022/23 zog Osasuna erneut in das Endspiel ein, mit 1:2 unterlag man hierbei gegen Real Madrid.
In der Saison 2013/14 war der Club in Spielmanipulationen verwickelt. Deswegen wurde er Anfang Juli 2023 von der UEFA international gesperrt. Mit einem Einspruch vor dem CAS erlangte
der Verein allerdings trotzdem das Startrecht.

### International
CA Osasuna nahm bisher viermal am UEFA-Pokal teil. In der Saison 1985/86 konnte der Klub in der ersten Runde die Glasgow Rangers besiegen, schied allerdings in der zweiten Runde aus. 1991/92 schaltete Osasuna unter anderem den VfB Stuttgart aus (0:0, 3:2), im Achtelfinale unterlag man jedoch dem späteren Pokalsieger Ajax Amsterdam (0:1, 0:1). In der UEFA-Cup-Saison 2005/06 schied der Verein in der ersten Runde gegen Stade Rennes aus.
In der Saison 2006/07 scheiterte der Verein in der UEFA-Champions-League-Qualifikation gegen den Hamburger SV mit 0:0 und 1:1 und startete im UEFA-Pokal. Dort traf er im Viertelfinale auf Bayer 04 Leverkusen. Das Hinspiel in Leverkusen wurde von den Spaniern mit 3:0 gewonnen, das Rückspiel mit 1:0. Erst im Halbfinale schied man schließlich gegen den späteren Sieger, den FC Sevilla, aus.
In der Saison 2022/23 erreichte Osasuna Platz 7 in der Liga und nahm damit an der Qualifikation zur UEFA Europa Conference League teil. Dort scheiterte man jedoch am späteren Halbfinalisten FC Brügge. Auf eine 1:2-Niederlage im Hinspiel folgte eine zwischenzeitliche 2:0-Führung im Rückspiel, die man jedoch spät aus der Hand gab. Am Ende schied Osasuna letztlich mit 2:2 aus.

## Erfolge
- UEFA-Pokal: Halbfinale 2007
- Spanischer Pokal: Finalist: 2005, 2023

## Aktueller Kader 2024/25
| Nr.                | Nat.     | Name             | Geburtsdatum  | im Verein seit | Vertrag bis |
| Torhüter           | Torhüter | Torhüter         | Torhüter      | Torhüter       | Torhüter    |
| ------------------ | -------- | ---------------- | ------------- | -------------- | ----------- |
| 01                 | Spanien  | Sergio Herrera   | 5. Juni 1993  | 2017           | 2026        |
| 13                 | Spanien  | Aitor Fernández  | 3. Mai 1991   | 2022           | 2027        |
| Abwehrspieler      |          |                  |               |                |             |
| 03                 | Spanien  | Juan Cruz        | 28. Juli 1992 | 2020           | 2026        |
| 04                 | Spanien  | Unai García      | 3. Sep. 1992  | 2015           | 2025        |
| 05                 | Spanien  | Jorge Herrando   | 28. Feb. 2001 | 2023           | 2027        |
| 12                 | Spanien  | Jesús Areso      | 2. Juli 1999  | 2021           | 2026        |
| 15                 | Spanien  | Rubén Peña       | 18. Juli 1991 | 2022           | 2025        |
| 22                 | Kamerun  | Enzo Boyomo      | 7. Okt. 2001  | 2024           | 2029        |
| 23                 | Spanien  | Abel Bretones    | 21. Aug. 2000 | 2024           | 2029        |
| 24                 | Spanien  | Alejandro Catena | 28. Okt. 1994 | 2023           | 2028        |
| Mittelfeldspieler  |          |                  |               |                |             |
| 06                 | Spanien  | Lucas Torró      | 19. Juli 1994 | 2020           | 2027        |
| 07                 | Spanien  | Jon Moncayola    | 13. Mai 1998  | 2019           | 2031        |
| 08                 | Spanien  | Pablo Ibáñez     | 20. Sep. 1998 | 2022           | 2025        |
| 10                 | Spanien  | Aimar Oroz       | 27. Nov. 2001 | 2022           | 2029        |
| 11                 | Spanien  | Kike Barja       | 1. Apr. 1997  | 2018           | 2026        |
| 14                 | Spanien  | Rubén García     | 14. Juli 1993 | 2019           | 2026        |
| 16                 | Spanien  | Moi Gómez        | 23. Juni 1994 | 2022           | 2027        |
| 18                 | Spanien  | Iker Muñoz       | 5. Sep. 2002  | 2023           | 2027        |
| Stürmer            |          |                  |               |                |             |
| 09                 | Spanien  | Raúl García      | 3. Nov. 2000  | 2023           | 2028        |
| 17                 | Kroatien | Ante Budimir     | 22. Juli 1991 | 2021           | 2027        |
| 19                 | Spanien  | Bryan Zaragoza   | 9. Sep. 2001  | 2024           | 2025        |
| 20                 | Spanien  | José Arnáiz      | 15. Apr. 1995 | 2023           | 2025        |
| Stand: 3. Mai 2025 |          |                  |               |                |             |

## Bekannte ehemalige Spieler
- Bernardo Romeo
- John Aloisi
- Pablo Contreras
- Christian Manfredini
- Ibrahima Bakayoko
- Sammy Lee
- Pierre Webó
- Javier Aguirre
- Carlos Vela
- Javad Nekounam
- Mohamed El Yaagoubi
- Jan Urban
- Mirosław Trzeciak
- Roman Kosecki
- Jacek Ziober
- Ryszard Staniek
- Nuno
- Savo Milošević
- Ionel Gane
- Javi Martínez
- Pablo Orbaiz
- Manuel Almunia
- Ignacio Zoco
- Jon Andoni Goikoetxea
- Thomas Christiansen
- Carlos Cuéllar
- Aitor Ocio
- Richard Morales
- Juanfran

## Trainer
- Rafael Benítez (1996–1997)
- Miguel Ángel Lotina (1999–2002)
- Javier Aguirre (2002–2006)
- José Ángel Ziganda (2006–2008)
- José Antonio Camacho (2008–2010)
- José Luis Mendilibar (2011–2013)

## Frauenfußball
CA Osasuna verfügt über eine Frauensektion, die 2003 gegründet wurde. Nach zwei Unterbrechungen wurde die Abteilung jeweils 2008 und 2016 wieder ins Leben gerufen. Die erste Mannschaft bestreitet im Jahr 2022/23 die Segunda División.